# Other People's Money
Other People's Money (en Hispanoamérica: El dinero de los demás) es una película estadounidense de 1991, una comedia romántica protagonizada por Danny DeVito, Penelope Ann Miller y Gregory Peck. Se basa en la obra del mismo nombre escrita por Jerry Sterner. Su director fue Norman Jewison y el guion fue acreditado a Alvin Sargent.

## Sinopsis
El cazador de empresas Lawrence Garfield, más conocido como "Larry el liquidador" (Danny DeVito), siempre buscando la siguiente gran oportunidad, pone su mirada en New England Wire and Cable, una compañía pública que está dirigida por el viejo Andrew codger "Jorgy" Jorgenson (Gregory Peck) quien es un importante empleador en una ciudad pequeña. 
Tratando de evitar la adquisición, Jorgy contrata a Kate (Penelope Ann Miller), su hijastra, para detener a Larry. Pronto Larry se involucra en un complicado juego del gato y el ratón con Kate donde cada uno lucha por darle rumbo a la empresa. A medida Larry se acerca a su objetivo - la toma de la empresa "Alambres y cables de Nueva Inglaterra", que él trata de vender en partes y cerrar operaciones - Larry tiene que decidir si sigue el consejo de Kate o atiende a su propia experiencia, según la cual lo más conveniente es cerrar la empresa porque ya no le ve futuro.
Un intercambio de discursos entre Garfield y Jorgenson sobre la empresa en la junta de accionistas es el clímax de la película. Ellos proporcionan un retrato preciso y dramático de las dos caras de un concepto económico que Joseph Schumpeter denomina destrucción creativa.

## Reparto
- Danny DeVito ....  Lawrence Garfield
- Gregory Peck ....  Andrew Jorgenson
- Penelope Ann Miller ....  Kate Sullivan
- Piper Laurie ....  Bea Sullivan
- Dean Jones ....  Bill Coles
- R.D. Call ....  Arthur
- Mo Gaffney ....  Harriet
- Tom Aldredge.... Ozzie
- Ray Barretto.... Chandra